# Phaenobezzia opaca
Phaenobezzia opaca är en tvåvingeart som först beskrevs av Friedrich Hermann Loew 1861.  Phaenobezzia opaca ingår i släktet Phaenobezzia och familjen svidknott. Inga underarter finns listade i Catalogue of Life.